# Louis Thomas (architecte)
 (mars 2016).
Si vous disposez d'ouvrages ou d'articles de référence ou si vous connaissez des sites web de qualité traitant du thème abordé ici, merci de compléter l'article en donnant les références utiles à sa vérifiabilité et en les liant à la section « Notes et références ».
Pour les articles homonymes, voir Louis Thomas et Thomas.
Ne pas confondre avec Louis Thomas, architecte et peintre lyonnais.
Louis Thomas est un architecte ayant œuvré à Paris dans les années 1950 à 1960, et à Cannes en 1958.

## Biographie
Il a ainsi conçu la prestigieuse Résidence Saint-Michel-Valetta, à Cannes dans le quartier Albert 1er, sur le terrain de l'ancienne Villa Valetta. Un édifice de 12 étages dans sa partie centrale, et de 10 étages sur les côtés. L'immeuble est entouré d'un grand parc avec piscine et tennis. Il est orienté vers le sud afin de bénéficier de l'ensoleillement naturel et de vues sur la mer.
À Paris, il s'est illustré en construisant des bâtiments de standing à des adresses de prestige : le 8-18 avenue Montaigne, le 83 boulevard Raspail côté 6e, et 9 rue de Montalembert dans le 7e arrondissement.
Son immeuble de l'avenue Montaigne, d'inspiration art-déco, est célèbre pour avoir été celui que Marlène Dietrich choisi de vivre les trente dernières années de sa vie, de 1960 à sa mort, en 1992. Elle appréciait sa situation, en face du Plaza Athénée, palace où elle avait séjourné quelque temps avant avec Jean Gabin. Elle y avait acheté un appartement de 65 m2 au quatrième étage, avec vue sur l'avenue.
Il a également réalisé le 14 rue Santerre dans le 12e arrondissement.
Ses immeubles ont la particularité d'être assez monumentaux, avec des hauteurs souvent supérieures à 30 m.